# SPARC64 II
A SPARC64 II, más néven SPARC64+, egy 64 bites, a SPARC ISA 9-es verziójának specifikációján alapuló mikroprocesszor-típus, amely 1996 novemberében készült el a Fujitsu és a HAL Computer Systems együttműködésében, körülbelül másfél évvel elődje, a SPARC64 után.
Ez a processzor az elődnél nagyobb teljesítményt nyújtott, ami a nagyobb órajelsebességnek és a gyártási folyamat zsugorításának volt köszönhető.
A processzorokat két, 141 és 161 MHz-es órajelű változatban gyártották, és azokat a Fujitsu saját HALstation Model 375 (141 MHz) és Model 385 (161 MHz) munkaállomásaiban alkalmazta, amelyeket 1996 novemberében, illetve 1996 decemberében mutattak be. A SPARC64 II-t 1998-ban a SPARC64 III váltotta fel.
A SPARC64 II a SPARC64 továbbfejlesztése, így ez egy második generációs SPARC64 mikroprocesszor.
A processzor egy többcsipes modulra szerelt hat különböző chipből áll: mikroprocesszor, MMU és négy gyorsítótár RAM csip. A processzor változatai 141 és 161 MHz-en működtek.
A mikroprocesszort a Fujitsu CS-60-as eljárásában, 350 nanométeres, 5 rétegű CMOS eljárásban gyártotta.
A tranzisztorok méretének a SPARC64-ben alkalmazott 400 nanométerről való csökkentése a chipek méretét is csökkentette. 
A chipek mérete 202 mm² (mikroprocesszor), 103 mm² (MMU) és 84 mm² (gyorsítótár RAM) volt.
A SPARC64 II nagyobb teljesítményt nyújtott elődjénél, ami a magasabb órajelfrekvenciának valamint mikroarchitektúra-fejlesztéseknek köszönhetően elért magasabb ciklusonkénti utasításszám (IPC) következménye.
A mikroarchitektúrában az alábbi fejlesztések történtek:
- A 0. szintű (L0) utasítás-gyorsítótár kapacitását 8 KiB-ra (duplájára) növelték.
- A fizikai regiszterek száma 116-ról 128-ra, a regiszterfájlok száma pedig négyről ötre nőtt.
- A processzor elágazási előzménytáblázatában (branch history table) a bemeneti portok számát duplájára, 2048-ra növelték.

A Fujitsu két SPARC64 II processzorral felépített és SPARC64/OS 2.4.6 operációs rendszerrel rendelkező munkaállomásának teljesítménytesztje 1996-ban 7,43 SPECint95 / 12,2 SPECfp95-öt eredményezett a 141 MHz-es modellnél és 8,4 SPECint95 / 13,6 SPECfp95-öt a 161 MHz-es modellnél.

## Fordítás
Ez a szócikk részben vagy egészben  a   SPARC64 II című norvég Wikipédia-szócikk ezen változatának fordításán alapul.  Az eredeti cikk szerkesztőit annak laptörténete sorolja fel. Ez a jelzés csupán a megfogalmazás eredetét és a szerzői jogokat jelzi, nem szolgál a cikkben szereplő információk forrásmegjelöléseként.